# Thalassodes pilaria
Thalassodes pilaria är en fjärilsart som beskrevs av Achille Guenée 1857. Thalassodes pilaria ingår i släktet Thalassodes och familjen mätare. Inga underarter finns listade i Catalogue of Life.